# I Want You Back (chanson des Jackson 5)
Pour les articles homonymes, voir I Want You Back.
Singles de The Jackson 5
We Don't Have to Be Over 21 (To Fall in Love)
(1968) ABC
(1970)
Pistes de Diana Ross Presents The Jackson 5
Nobody
(2) Can You Remember
(4)
I Want You Back est une chanson écrite par Berry Gordy (fondateur de la Motown) & The Corporation (collectif d'auteur-compositeur comprenant entre autres Freddie Perren, Alphonzo Mizell et Deke Richards). À l'origine destinée à la chanteuse Gladys Knight, puis à Diana Ross en seconde main, elle sera finalement interprétée par les Jackson Five, avec Michael Jackson en tant que chanteur leader et Jermaine Jackson pour les secondes voix ainsi que les autres frères  Tito, Jackie, Marlon Jackson. 
Ce 45 tours a atteint le sommet des ventes de disques au Billboard Hot 100 américain à la fin janvier 1970. Il sera suivi la même année par trois autres singles (ABC, The Love You Save, I'll Be There) du jeune mais très populaire quintet Jackson.
En 1999, I Want You Back a reçu le Grammy Hall of Fame Award. 
En novembre 2009, sort l'album I Want You Back! Unreleased Masters, pour célébrer les 40 ans du tube, coïncidant à l'époque à la récente disparition de Michael Jackson, le 25 juin 2009.
Le titre fut notamment interprété par Michael Jackson lors de ses tournées solo : Bad World Tour, Dangerous World Tour et HIStory World Tour. Elle été planifiée au programme de la tournée this is it.

## Classements hebdomadaires
| Classements (1970)                     | Meilleure position |
| -------------------------------------- | ------------------ |
| Australie (Kent Music Report)          | 77                 |
| Canada (RPM 100 Singles)               | 2                  |
| États-Unis (Billboard Hot 100)         | 1                  |
| États-Unis (Best Selling Soul Singles) | 1                  |
| Irlande (IRMA)                         | 6                  |
| Pays-Bas (Nederlandse Top 40)          | 13                 |
| Pays-Bas (Single Top 100)              | 15                 |
| Royaume-Uni (UK Singles Chart)         | 2                  |

| Classements (2009)                  | Meilleure position |
| ----------------------------------- | ------------------ |
| Allemagne (GfK Entertainment)       | 76                 |
| Australie (Kent Music Report)       | 52                 |
| Espagne (PROMUSICAE)                | 40                 |
| France(SNEP Téléchargement Singles) | 26                 |
| Nouvelle-Zélande (RMNZ)             | 42                 |
| Pays-Bas (Single Top 100)           | 42                 |
| Royaume-Uni (UK Singles Chart)      | 43                 |
| Suède (Sverigetopplistan)           | 47                 |
| Suisse (Schweizer Hitparade)        | 31                 |

| Classements (2012) | Meilleure position |
| ------------------ | ------------------ |
| France (SNEP)      | 120                |

## Certifications
| Pays                 | Certification | Date       | Unités certifiées |
| -------------------- | ------------- | ---------- | ----------------- |
| Allemagne (BVMI)     | Or            | 2023       | 250 000           |
| Danemark (IFPI)      | Platine       | 02/2023    | 90 000            |
| Espagne (Promusicae) | Platine       | 01/2024    | 60 000            |
| États-Unis (RIAA)    | Platine       | 07/08/1997 | 1 000 000         |
| Italie (FIMI)        | Or            | 2018       | 25 000            |
| Royaume-Uni (BPI)    | 3 × Platine   | 17/05/2024 | 1 800 000         |

## Reprises
- "I Want You Back (Alive)" : une version live de Graham Parker and The Rumour. David Ruffin l'a réenregistré avec The Funk Brothers à Hitsville, Detroit, publiée sur le LP "David".
- Le groupe italien Duke of Burlington sur l'album Flash en 1969.
- Dusty Springfield pour la BBC (The Young Generation) le 2 mai 1970
- Le groupe britannique CCS sur l'album CCS 2 (1972)
- Le chanteur suédois Tove Naess sur l'album Remixed Records en 1988.
- Le groupe canadien West End Girls en 1991 (classée dans le Top 10).
- Le chanteur américain George Lamond l'a repris en 1992 sur l'album, In My Life
- Le groupe anglais Cleopatra : classée n°4 dans l'UK Top 40 en 1998.
- Le titre "Izzo (H.O.V.A.)", extrait de l'album The Blueprint (2001), du rappeur américain Jay-Z utilise un sample de "I Want You Back".
- Le chanteur Jay-Kid sur l'album "Bringing You the Magic!" en 2004
- Le groupe a cappella Sons of Pitches sur l'album What You Have It (en 2003)
- Le groupe mexicain de cumbia Los Super Reyes, en espagnol : "Quédate Más (I Want You Back)" en 2007 sur leur premier album, El Regreso De Los Reyes.
- Discovery featuring Wesley Miles (de Ra Ra Riot) et Rostam Batmanglij (de Vampire Weekend), sur leur LP de 2009.
- La chanteuse écossaise KT Tunstall dans l'émission de Jools Holland.
- La chanteuse coréenne 박봄 (Park Bom) des 2NE1.
- Richie Kotzen (ex-membre de Poison et Mr. Big en 2009 sur l'album Peace Sign, édition japonaise.
- The John Butler Trio en janvier 2009
- Le groupe français de salsa Afincao en 2009, en espagnol/spanglish : "I Want You Regreses"
- Le groupe de rock américain The Bigger Lights, publié sur leur MySpace le 15 décembre 2009.
- Le "groupe" "White Chocolate"  formé par Kris Allen et Matt Giraud pour American Idol, Saison 8.
- Smokey Robinson, en 2009 sur l'album "Time Flies When You're Having Fun".
- Allister en 2010, sur l'album "Countdown To Nowhere."
- Le groupe pop punk A Loss for Words sur leur album "Motown Classics" en mai 2010
- Colbie Caillat sur l'iTunes Session, en janvier 2010.
- Sheryl Crow : titre bonus de 100 Miles from Memphis en 2001
- Ayọ : titre bonus de son album Billie-Eve.
- Tito Nieves : version salsa sur l'album-hommage collectif Unity: The Latin Tribute to Michael Jackson en août 2012 (1er single de cette compilation)
- Le groupe de k-pop Twice pour la bande originale d'une comédie romantique japonaise, Sensei Kunshu, et inclus sur leur album BDZ (2018).
- La chaîne 8 Bit Universe la modifie en version 8 bit.

## Cinéma
La chanson est présente dans le film de l'univers cinématographique Marvel, Les Gardiens de la Galaxie, et aussi Babysitting sortis en 2014.